# Limbo (film fra 2011)
|  | Denne artikel er oprettet af botten Steenthbot ud fra en ekstern database. Den kan derfor have sproglige fejl eller mangler. Denne skabelon kan fjernes efter kontrol af indholdet. |

 For alternative betydninger, se Limbo (flertydig). (Se også artikler, som begynder med Limbo)
Limbo er en dansk kortfilm fra 2011 instrueret af Jo Lyngklip.

## Handling
At være en vred og selvcenteret er pigen Annas største last. Hun ender på en rasteplads, hvor alt lader til at gå hende imod. Hvordan vil hun komme hjem nu da hendes mobil er død? Hvilke sære mennesker lurer i mørket? Og vil hun lære at lægge bånd på sig selv og se sine egne fejl?

## Medvirkende
- Anna Bjering Andersen
- Kristoffer Fabricius
- Niels Fjordside